# PCI Express Mini Card

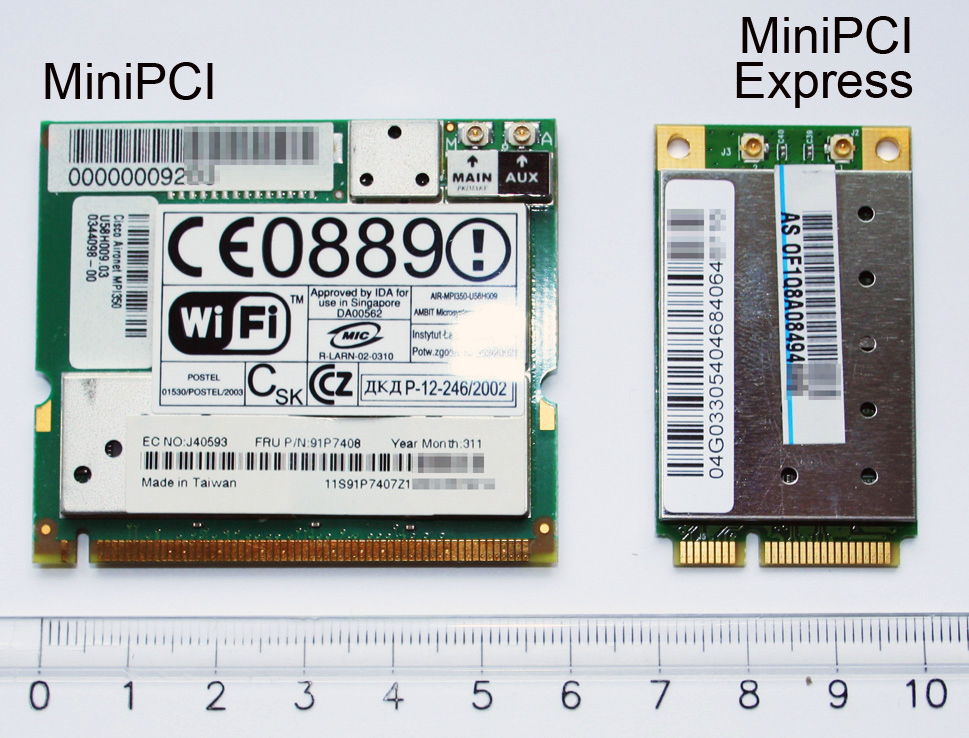
MiniPCI und MiniPCI Express Karte im Vergleich

PCI Express Mini Card ist der Nachfolger des Mini-PCI-Steckkarten-Formates für Notebooks. Der Standard basiert auf PCI Express und wird von der PCI-SIG entwickelt. Die Schnittstelle unterstützt PCI-Express- und USB-2.0-Verbindungen sowie auch USB-3.0-Verbindungen. Die jeweilige Karte nutzt die Verbindung, die der Hersteller der Karte für am geeignetsten für die Aufgabe erachtet.

## Format
PCI-Express-Mini-Karten haben eine Baugröße von 30 mm × 50,95 mm und verfügen über eine 52-Pin-Steckverbindung. Es existiert außerdem ein kleineres Kartenformat mit einer Baugröße von 30 mm × 26,80 mm. Dann spricht man auch von „half size“, zu deutsch „halber Größe“.

## Elektrische Verbindungen
Über die Steckverbindung können außer einer PCIe-Lane und dem USB-2.0-Signal verschiedene weitere Signale übertragen werden.
- System Management Bus – Zweileiterbus für Baugruppenkommunikation
- Diagnose-LEDs für Statusanzeigen von WWAN-, WLAN- und WPAN-Karten
- SIM-Karte für GSM-, UMTS- und LTE-WWAN-Adapter (die SIM-Karten sind häufig getrennt an einer besser erreichbaren Stelle eingebaut)
- 1,5 und 3,3 Volt Stromversorgung

| Pin # | Signal Name       | Pin # | Signal Name |
| ----- | ----------------- | ----- | ----------- |
| 51    | W_DISABLE2#       | 52    | +3.3Vaux    |
| 49    | Reserved          | 50    | GND         |
| 47    | Reserved          | 48    | +1,5 V      |
| 45    | Reserved          | 46    | LED_WPAN#   |
| 43    | GND               | 44    | LED_WLAN#   |
| 41    | +3.3Vaux          | 42    | LED_WWAN#   |
| 39    | +3.3Vaux          | 40    | GND         |
| 37    | GND               | 38    | USB_D+      |
| 35    | GND               | 36    | USB_D-      |
| 33    | PETp0             | 34    | GND         |
| 31    | PETn0             | 32    | SMB_DATA    |
| 29    | GND               | 30    | SMB_CLK     |
| 27    | GND               | 28    | +1,5 V      |
| 25    | PERp0             | 26    | GND         |
| 23    | PERn0             | 24    | +3.3Vaux    |
| 21    | GND               | 22    | PERST#      |
| 19    | Reserved (UIM_C4) | 20    | W_DISABLE1# |
| 17    | Reserved (UIM_C8) | 18    | GND         |
| Nase  |                   |       |             |
| 15    | GND               | 16    | UIM_VPP     |
| 13    | REFCLK+           | 14    | UIM_RESET   |
| 11    | REFCLK-           | 12    | UIM_CLK     |
| 9     | GND               | 10    | UIM_DATA    |
| 7     | CLKREQ#           | 8     | UIM_PWR     |
| 5     | COEX2             | 6     | 1,5 V       |
| 3     | COEX1             | 4     | GND         |
| 1     | WAKE#             | 2     | 3.3Vaux     |

## Verfügbarkeit

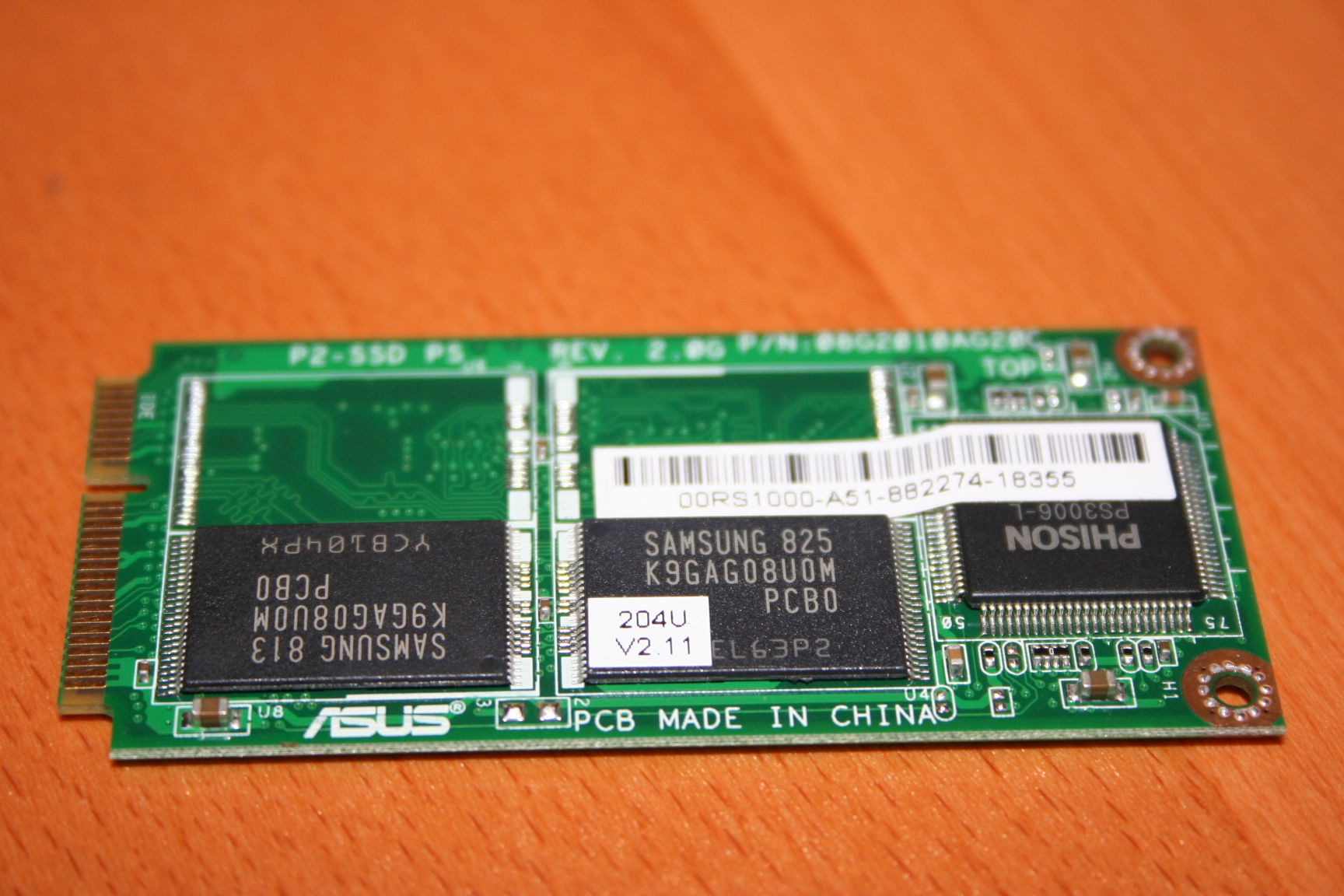
SSD als PCI-Express-Mini-Steckkarte

Die meisten Notebooks ab 2005 basieren auf PCI Express und verfügen über Steckplätze für PCI-Express-Mini-Karten. Die meisten Notebooks sind mit PCI-Express-Mini-Steckkarten für WLAN oder Solid State Drives ausgestattet, wobei es sich bei den SSDs im PCI-Express-Mini-Steckkarten-Format um eine proprietäre Erweiterung des PCI-Express-Mini-Standards um einen SATA-Port handelt (zum Beispiel mini-SATA).
Der Mini-PCIe-Steckplatz wurde in den letzten Jahren fast vollständig vom M.2-Steckplatz verdrängt, welcher mehr Anschlüsse in einem Slot vereint.